# Dactylolabis (Dactylolabis) hortensia
Dactylolabis (Dactylolabis) hortensia is een tweevleugelige uit de familie steltmuggen (Limoniidae). De soort komt voor in het Nearctisch gebied.